# París-Brest-París

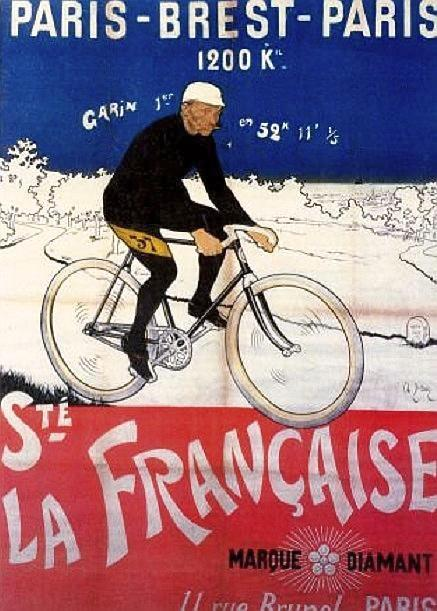
Cartel de 1901 representando al vencedor Maurice Garin.

La París-Brest-París es una carrera de ciclismo en ruta que se realiza esporádicamente en Francia desde 1891, con un recorrido de unos 1.200 mk entre París y Brest ida y vuelta. A diferencia de otras carreras similares, los ciclistas pueden recibir ayuda de su equipo solamente en los puntos de control, mientras que en el resto del recorrido los corredores deben valerse por sí mismos.

## Historia
Nació como una carrera para profesionales en 1891, cuando fue creada por Pierre Giffard, redactor del periódico Le Petit Journal, buscando superar el éxito que había tenido la Burdeos-París. Para la segunda edición, en 1901, la organización pasó al periódico L'Auto-Vélo, dirigido por Henri Desgrange. 
La primera edición partió el 6 de septiembre de 1891 y tomaron la salida 206 corredores. El ganador Charles Terront, tardó casi 3 días en completar el recorrido, sin descansar y empleando 71 horas y 25 minutos a una velocidad media de 16,8 km/h. Quien fue segundo, Pierre Jiel-Laval, llegó 8 horas después.
Se llevó a cabo cada diez años y la última edición oficial fue en 1951, organizada por "L'Équipe".
Paralelamente a la París-Brest-París oficial, a partir de 1931 el Audax Club Parisien, comenzó a organizar la París-Brest-París randonneur, una versión cicloturista (brevet) para randonneurs. La misma se realiza cada cuatro años, siendo la más reciente edición en 2023.

## Palmarés
| Año  | Ganador          | Segundo           | Tercero               |
| ---- | ---------------- | ----------------- | --------------------- |
| 1891 | Charles Terront  | Pierre Jiel-Laval | Henri Coullibeuf      |
| 1901 | Maurice Garin    | Gaston Rivierre   | Hippolyte Aucouturier |
| 1911 | Émile Georget    | Octave Lapize     | Ernest Paul           |
| 1921 | Louis Mottiat    | Eugène Christophe | Émile Masson          |
| 1931 | Hubert Opperman  | Léon Louyet       | Giuseppe Pancera      |
| 1948 | Albert Hendrickx | François Neuville | Mario Fazio           |
| 1951 | Maurice Diot     | Edouard Muller    | Marcel Hendrickx      |

## Palmarés por países
| País      | Victorias |
| --------- | --------- |
| Francia   | 3         |
| Bélgica   | 2         |
| Italia    | 1         |
| Australia | 1         |